# Chiesa di Sant'Odorico
La chiesa di Sant'Odorico è la parrocchiale di San Odorico al Tagliamento, frazione di Flaibano in provincia e arcidiocesi di Udine; fa parte della forania del Friuli Collinare.

## Storia
La prima citazione di una chiesa a San Odorico è da ricercare in un documento datato 23 febbraio 1085, dal quale s'apprende che essa era stata donata all'arcidiocesi di Salisburgo.
In un atto che reca la data 20 ottobre 1154 essa risultava annessa a un monastero, di cui era la chiesa abbaziale.
Il 21 luglio 1245 papa Innocenzo IV, su richiesta del patriarca di Aquileia Bertoldo di Andechs-Merania, stabilì che il capitolo del monastero fosse spostato a Udine e annesso alla pieve del capoluogo friulano; questa disposizione fu resa effettiva appena nel 1334 dal patriarca Bertrando di San Genesio.
Tra il 1911 e il 1914 la parrocchiale venne interessata da un intervento di rifacimento, per poi essere consacrata nel 1917.
La chiesa, adeguata negli anni ottanta alle norme postconciliari, venne ristrutturata tra il 1987 e il 1990 su disegno dell'architetto sandanielese Gino Marco Pascolini; la parrocchiale e la torre furono restaurate nel 2010.

## Descrizione

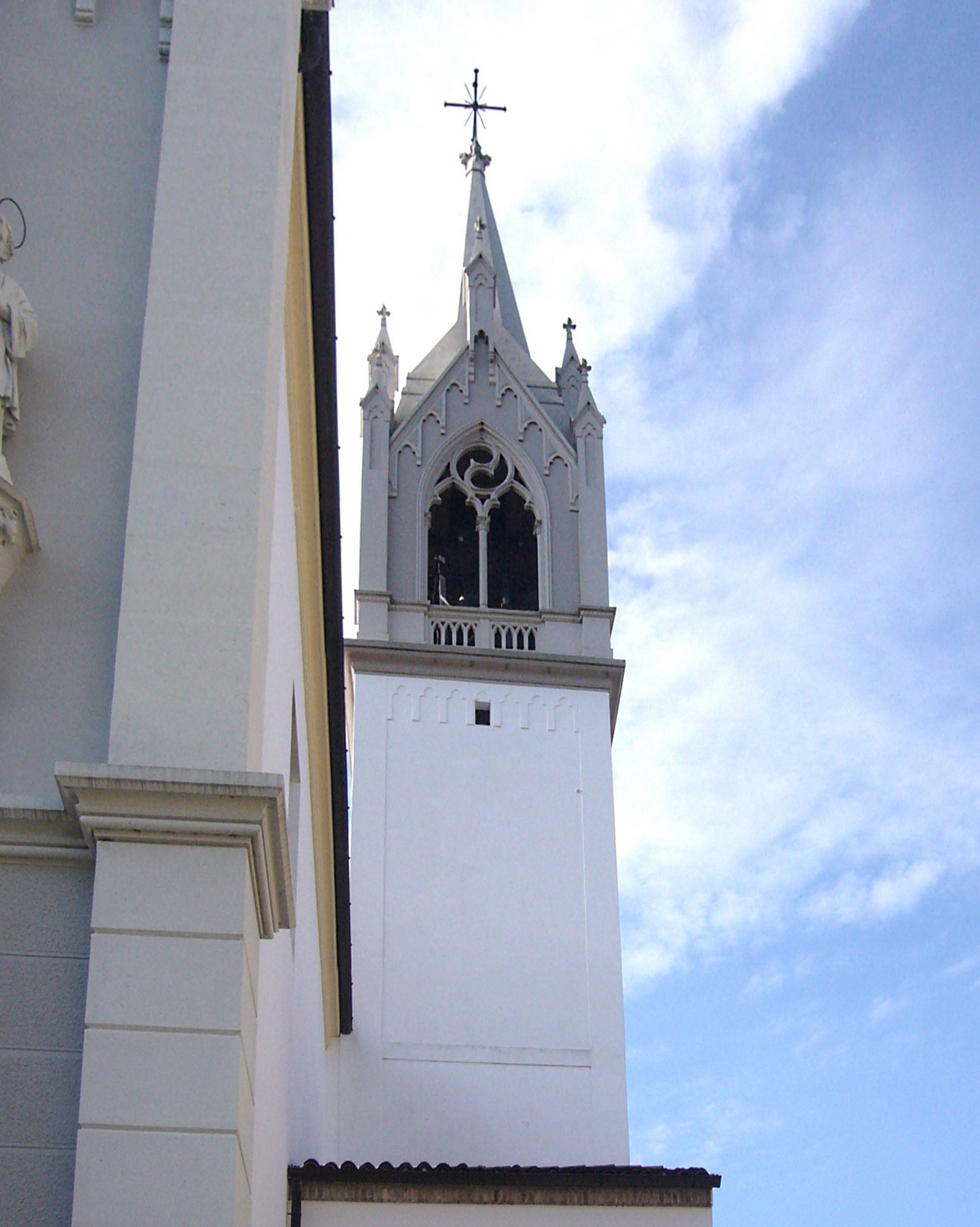
Il campanile

### Esterno
La facciata a salienti della chiesa, rivolta a settentrione, scandita da lesene e coronata da pinnacoli, si compone di tre corpi: la parte centrale presenta il portale d'ingresso lunettato, il rosone e una nicchia ospitante la statua con soggetto Sant'Odorico, mentre le due ali laterali sono caratterizzate da due altri simulacri.
Annesso alla parrocchiale è il campanile a pianta quadrata, la cui cella presenta su ogni lato una bifora ed è coronata dalla guglia piramidale.

### Interno
L'interno dell'edificio si compone di un'unica navata, sulla quale si aprono due cappelle laterali, introdotte da archi a tutto sesto, e le cui pareti sono scandite da lesene, sorreggenti la trabeazione modanata sopra cui s'imposta la volta a botte; al termine dell'aula si sviluppa il presbiterio, rialzato di alcuni gradini e chiuso dall'abside di forma poligonale.